# AFC Bournemouth
El AFC Bournemouth (pronunciación en inglés: /ˈbɔːrnməθ/) es un equipo de fútbol inglés, de la ciudad de Bournemouth, en el condado de Dorset fundado el 1 de enero de 1890 como Boscombe St. John's Institute F. C. (y siendo reformado en 1899 como Boscombe F. C.). Desde la temporada 2022/23 juega en la Premier League, máxima categoría del fútbol de Inglaterra. Cambiaron a Bournemouth & Boscombe Athletic F. C. en 1923, antes de adoptar su actual nombre en 1972. Juegan desde 1910 en el Dean Court. Son apodados The Cherries («Los Cerezas») y sus colores son el rojo y negro.
El club ha sido una vez campeón de la segunda y de la tercera división inglesa, y dos veces campeón de la cuarta división. Además, a lo largo de su historia se han proclamado vencedores de la Southern League, la Football League Trophy, y la Football League Third Division South Cup.
La temporada 2015-16 fue la primera temporada del Bournemouth en la máxima categoría de fútbol de Inglaterra. El club fue entrenado por Scott Parker hasta la cuarta jornada de la temporada 2022-23, en la que fue destituido tras una derrota frente al Liverpool por 0-9.

## Historia

### Boscombe F.C.
A pesar de que la fecha exacta de la fundación del club no se conoce, hay pruebas que demuestran su existencia desde el otoño de 1899, siendo la herencia del desaparecido Boscombe St. John's Lads Institute F.C. El club fue originalmente conocido como Boscombe F.C. y su primer presidente fue J.C. Nutt.
En su primera temporada (1899-1900) el Boscombe FC compitió en la Bournemouth and District Júnior League. Durante sus dos primeras temporadas jugaban de local en el campo de fútbol de Castlemain Avenue en Pokesdown. Desde la tercera temporada del club hace de local en el King's Park de Boscombe. En la temporada 1905-06, el Boscombe F.C. dejó de ser un club amateur.
Ya en esa época, el club obtuvo su apodo de "The Cherries". Existen dos historias para este apodo, la primera es debido a las camisas a rayas de color cereza con las que jugaba el equipo, y la segunda es porque el Dean Court se construyó junto a una propiedad que, según se cree, albergaba numerosos cerezos. 
En 1920, con la creación de la Third Division de la Football League, Boscombe fue promovido a la Southern League. 

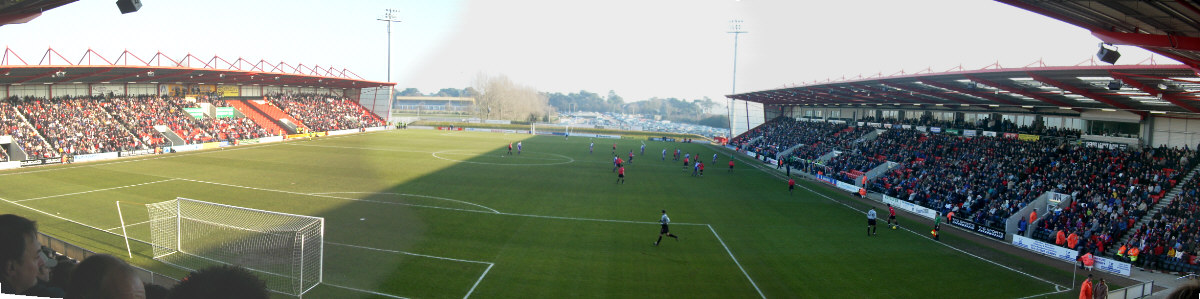
El Dean Court

### Bournemouth and Boscombe Athletic F.C.
Para hacer al club más representativo del distrito, el nombre fue cambiado a Bournemouth and Boscombe Athletic F.C. en 1923. Durante ese mismo año, el club fue elegido para la nueva expansión de la Football League third Division. El primer encuentro de liga fue contra Swindon Town el 25 de agosto de 1923, que Bournemouth perdió por 3-1. El primer encuentro de liga en el Dean Court fue también contra Swindon, donde Bournemouth ganó su primer punto de liga en un empate a cero. 
Como club, Bournemouth ganó su primer trofeo en la final de la Football League Third Division South Cup en la final contra Walsall en Stamford Bridge.

### AFC Bournemouth
Bajo el mando de John Bond, el club adoptó el nuevo nombre de AFC Bournemouth en 1972. Con el tiempo el club adoptó un nuevo emblema como símbolo del progreso del club. Las franjas en la base como en la camiseta del club, y en el frente el perfil de un jugador cabeceando el balón, en honor a Dickie Dowsett, un prolífico goleador del equipo en las décadas del cincuenta y sesenta.
El uniforme rojo y negro, introducido en 1971 fue inspirado por los colores del A. C. Milán.
Después de evitar por poco el descenso de la League Two en la temporada 2008-09, el Bournemouth logró el ascenso a la League One al final de la temporada 2009-10. Después de terminar en las semifinales de la eliminatoria en la temporada 2010-11 y lograr una mitad de tabla en la 2011-12, Bournemouth logró el ascenso a la The Championship en la temporada 2012-13, colocándolos en el segundo nivel de importancia del fútbol inglés por segunda vez en su historia.

#### Premier League
Jugaba en la Premier League desde la temporada 2015/16 tras obtener el ascenso de la Football League Championship inglesa en la temporada 2014/15. El Bournemouth logró el primer puesto en la Football League Championship, con 90 puntos, por delante del Watford, que terminó en el segundo lugar.
El 2 de noviembre de 2024 consigue frente al Manchester City la primera victoria de su historia ante el conjunto de los Sky Blues, consiguiendo asimismo la primera derrota cosechada por los de Pep Guardiola desde diciembre de 2023.

#### Football League Championship
Tras cinco años en la Premier League, volvió a la Football League Championship en 2020. En su primera temporada de regreso a Championship llegaron al play off de ascenso pero perdieron en la semifinal contra Brentford con un global de 3-2. En su segunda temporada estuvieron en los puestos de ascenso directo 40 de las 46 jornadas. Lograron regresar a la Premier League después de derrotar a su máximo perseguidor, Nottingham Forest en un partido pendiente de la fecha 33.  En esta temporada tuvieron una humillante e inesperada derrota en casa ante Boreham Wood de National League (5.ª división) por 0-1.

## Estadio
Dean Court, conocido como Vitality Stadium por razones de patrocinio, es un estadio de fútbol con un aforo de 11.464 espectadores, situado en Bournemouth, Inglaterra. Es propiedad de AFC Bournemouth desde 1910. El estadio fue inaugurado en 1910 y fue nombrado Dean Court en honor a la familia Cooper-Dean, que donó los terrenos donde se levantó el estadio y en 2001, el estadio fue renovado completamente. El nuevo estadio tiene gradas en tres lados del campo y en el año 2005 se agregó una grada temporal construida en el cuarto lado.

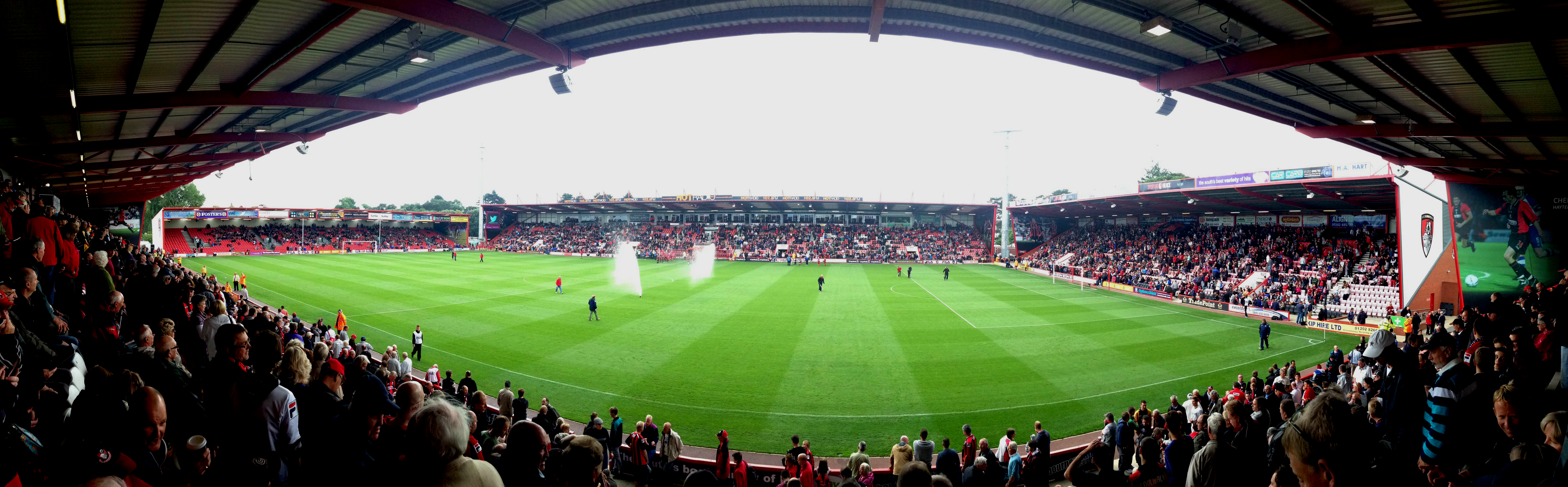
Imagen panorámica del estadio.

## Uniforme
|  |  |

## Organigrama deportivo

### Plantel 2025-26
- Según normativa UEFA, cada club solo puede tener en plantilla un máximo de tres jugadores extracomunitarios, que ocupen plaza de extranjero, mientras que un canterano debe permanecer al menos tres años en edad formativa en el club (15-21 años) para ser considerado como tal.

## Anteriores entrenadores
| - Vincent Kitcher - Harry Kinghorn - Leslie Knighton - Frank Richards - Billy Birrell - Bob Crompton - Charlie Bell - Harry Lowe - Jack Bruton - Freddie Cox - Bill McGarry - Reg Flewin - John Bond - Trevor Hartley | - Tony Nelson - John Benson - Alec Stock - David Webb - Don Megson - Harry Redknapp - Tony Pulis - Mel Machin - Sean O'Driscoll - Kevin Bond - Jimmy Quinn - Eddie Howe - Lee Bradbury - Paul Groves - Gary O'Neill |

## Rivalidades
Según una encuesta llamada "La Liga del Amor y el Odio" en agosto de 2019, los seguidores de Bournemouth nombraron a los vecinos cercanos de Southampton como sus mayores rivales, seguidos de Portsmouth, Brighton & Hove Albion, Reading y Yeovil Town.

## Palmarés

### Títulos nacionales
| Competición nacional                           | Títulos | Subcampeonatos   |
| ---------------------------------------------- | ------- | ---------------- |
| Segunda división (1/1)                         | 2014/15 | 2021-22          |
| Tercera división (1/2)                         | 1986-87 | 1947-48, 2012-13 |
| Cuarta división (0/2)                          |         | 1970-71, 2009-10 |
| Southern Football League (0/1)                 |         | 1922-23          |
| English Football League Trophy (1/1)           | 1983-84 | 1997-98          |
| Football League Third Division South Cup (1/0) | 1945-46 |                  |